# 萩野公介
萩野 公介（はぎの こうすけ、1994年8月15日 - ）は、栃木県小山市出身の日本の元競泳選手。身長177cm。
リオデジャネイロオリンピック400m個人メドレーの金メダリスト、200m個人メドレーの銀メダリスト、4x200mフリーリレーの銅メダリスト。ロンドンオリンピック400m個人メドレーの銅メダリスト。

## 経歴

### 生い立ち、キャリア初期
一級建築士の父は満員電車が苦手で栃木県小山市に移り住み、萩野はその地で誕生した。母は萩野出産前からマタニティスィミングを行っており、赤ん坊の頃から水を一切怖がらなかった理由ではないかと考えている。プールそのものは生後6カ月で入ったという。 萩野は小学校1年の夏から小学校2年の終わりまで父親の仕事の都合で愛知県名古屋市に在住していたことがあり、名古屋市中村区のスイミングスクールに入るが、そのスクールの入校条件が『自由形、平泳ぎ、バタフライ、背泳ぎの四泳法を泳げること』だったため、萩野は必死にバタフライを練習したという。萩野自身は「名古屋時代がなければ今の自分はいない」と語っている。
名古屋から小山へ戻って御幸ヶ原スイミングスクールに入り、そこから本格的に競泳選手コースへ進んだ。
小山市立羽川西小学校、作新学院中等部卒業。中学卒業後は作新学院高等学校に進学。2010年の第86回日本選手権水泳競技大会の男子400m個人メドレーで2位に入り、その年に開催されたパンパシフィック水泳選手権（アメリカ合衆国・アーバイン）日本代表に選出される。2011年4月、世界水泳選手権代表選考会を兼ねた国際大会代表選手選考会兼震災チャリティー大会は、直前で体調を崩して出場を断念している。

### 2012年 ロンドンオリンピック銅メダル
2012年4月2日、第88回日本選手権水泳競技大会初日の男子400m個人メドレーに出場、日本新記録（日本高校新記録）をマークし、この種目でのロンドンオリンピック日本代表に決定。男子競泳における高校生でのオリンピック出場は、萩野自身も尊敬する、2000年シドニーオリンピックの北島康介以来となった。そのロンドンオリンピックでは予選一位の記録をマークし決勝進出、決勝では記録を大幅に更新し日本新記録でマイケル・フェルプスに競り勝ち、3位に入り男子個人メドレー種目では日本人選手で初、高校生選手では56年ぶりのメダルとなる銅メダルを獲得した。200m個人メドレーでは5位入賞を果たした。

### 2013年 世界水泳
2013年4月、東洋大学文学部へ進学。4月11日、ダイエープロビスフェニックスプールで行われた第89回日本選手権水泳競技大会の男子400m個人メドレー決勝で、日本新記録を出して優勝。2日後の4月13日には、男子200m個人メドレーでも日本新記録で優勝。男子200m自由形、男子100m背泳ぎ、男子400m自由形とあわせ、日本選手権水泳競技大会史上初の五冠を達成し、同年7月20日からバルセロナで開催される世界選手権の代表選手に選出された。その世界選手権では400m自由形及び200m個人メドレーで銀メダルを獲得した。他にも200m背泳ぎ5位、400m個人メドレー5位などの結果を残した。一躍日本競泳のエースに台頭した。
また、同大会で400m個人メドレー日本初の金メダルを獲得した少年時代からの萩野のライバルでもある瀬戸大也をはじめ、萩野の世代には実力のある選手が多数犇いている。この状況を踏まえ、2020年の東京オリンピックでは2013年9月時点、メドレーリレーで唯一、失格以外での勝ち星を挙げられていないアメリカに勝つことを目標にしている、と公言し、当時の取材陣を驚かせた。

### 2014-2015年 アジア大会4冠・MVP
2014年、仁川で開催されたアジア大会では金4個・銀1個・銅2個のメダルを獲得し、日本人では3人目の大会MVPに選ばれた。金4個は200m個人メドレー・200m自由形・400m個人メドレー・800mフリーリレー、銀1個は400m自由形、銅2個は100m背泳ぎ・200m背泳ぎでそれぞれ獲得した。
2015年7月、自転車事故で右肘を骨折し、世界水泳（ロシア・カザン）の出場を断念した。
11月の東京スイミングセンター招待記録会で復帰。

### 2016年 リオオリンピック400m個人メドレー金メダル・リレー銅メダル
2016年、リオデジャネイロオリンピック男子400m個人メドレーで4分6秒05の日本記録を出し、この種目として日本選手初となる金メダルを獲得した。また、同種目で瀬戸大也が銅メダルを獲得し、競泳でのダブル表彰台は60年ぶりの快挙となった。また、平成生まれの日本人として夏季五輪初の金メダル獲得となった。
続く男子800mフリーリレーで松田丈志、江原騎士、小堀勇氣と共に銅メダル獲得、東京オリンピック以来52年振りのメダルとなった。個人種目最後となった男子200m個人メドレーではマイケル・フェルプスに続く第2位となりリオデジャネイロ大会で自身3個目となる銀メダルを獲得した。11月、紫綬褒章を受章。
9月、前年に骨折した右肘を手術した。

### 2017-2019年 不調と休養
大学卒業後はプロスイマーに転向し、ブリヂストンと所属契約を結ぶ。また北島康介が代表取締役社長を務める株式会社IMPRINT（インプリント、東京都渋谷区）とマネージメント契約する。
2017年世界水泳選手権では200m個人メドレーで銀メダルを獲得した。
2018年パンパシフィック水泳選手権では、400m個人メドレーで銀メダル、200m個人メドレーで銅メダルを獲得。同年のアジア大会でも200m・400m個人メドレーで銀メダルを、400m自由形で銅メダルを獲得した。しかしタイムは伸び悩み、2019年2月のコナミオープン、400m個人メドレーの予選では自己ベストよりも17秒も遅く、決勝を棄権した。指導する日本代表の平井伯昌ヘッドコーチは原因について、「体調かメンタルなのか、総合的なものかもしれないが、本人は分からないと言っている」と話した。翌月の海外合宿への不参加および4月の日本選手権欠場を発表し、その後病院で診断を受けたが異常は見つからなかった。
8月のFINAスイミングワールドカップで復帰し、200m個人メドレーで3位に入った。

### 東京オリンピック
2020年東京オリンピックでは競泳男子800mリレーに柳本幸之介、松元克央、高橋航太郎と出場したが予選でのタイムが7分9秒53で全体の12位となり準決勝には進出できなかった。また、200m個人メドレーでは6位入賞も、メダルはかなわず。大会終了後の8月24日に現役引退を表明。

### 現役引退後
2022年4月、教員養成では伝統のある日本体育大学大学院に入学。大学の教員を目指し、体育科学研究科文化社会学コースでスポーツ人類学を学ぶ。作新学院高等学校水泳部の先輩清水咲子（2016年リオデジャネイロオリンピック個人メドレー入賞）と同期入学。2024年に修士号を取得後は博士課程へ進学予定。

## 人物
萩野が目標とする選手の一人にマイケル・フェルプスをあげていることと、後述の活躍ぶりから「和製フェルプス」とも呼ばれている。
瀬戸大也とは幼い頃からのライバルであり、友人でもある。
2019年9月1日、シンガーソングライターのmiwaと秋に結婚の予定、miwaは冬に出産の予定と報道された。2020年1月2日、萩野から第1子誕生報告が報道された。子の性別や時期は非公表とのこと。2024年3月18日、miwaとの離婚がmiwaのファンクラブサイトで発表された。

## 自己記録
すべて長水路のものであるとともにオリンピック種目である。
- 100m自由形：48秒75（2014年9月5日）
- 200m自由形：1分45秒23（2014年9月21日）
- 400m自由形：3分43秒90（2014年4月12日）日本記録
- 1500m自由形：15分05秒35（2015年5月22日）
- 100m背泳ぎ：52秒78（2014年9月6日）
- 200m背泳ぎ：1分54秒23（2014年4月13日）
- 100m平泳ぎ：1分03秒33  (2021年5月16日)
- 100mバタフライ：52秒11（2014年6月22日）
- 200mバタフライ：1分56秒57（2014年6月21日）
- 200m個人メドレー：1分55秒07（2016年4月9日）日本記録
- 400m個人メドレー：4分06秒05（2016年8月6日）日本記録